# Биотоп ВК-4910-201 (Гуммерсбах)
Биотоп ВК-4910-201 (нем. Biotop BK-4910-201) — охраняемый крупный биотоп (в кадастре охраняемых биотопов (Schutzwürdige Biotop) — «нуждающийся в охране»), расположенный в черте города Гуммерсбах. Занимает площадь 2,6349 га.

## География

### Положение
Данный биотоп представляет из себя три небольшие территории, занятые старыми фруктовыми садами, нуждающимися в охране. Они расположены непосредственно на территории поселений Апфельбаум и Бирнбаум, входящих в черту города Гуммерсбах. По западной границе биотопа проходит оживлённая автомобильная дорога земельного значения L 307, соединяющая районный центр Гуммерсбах с Энгельскирхеном.

### Геоморфология территории биотопа
Три участка биотопа расположены на открытом холмистом водоразделе между долинами водотоков Гелпе на западе и Ламбаха на востоке. Абсолютные высоты колеблются от 286 до 315 м.

## Общая характеристика
В основном деревья среднего возраста, находятся в плохом состоянии и, очевидно, больше не подлежат профессиональному уходу. Некоторые деревья потеряны или часть их кроны погибла. На свободном травяном пространстве между деревьями пасётся скотом. В Бирнбауме небольшое старое фруктовое насаждение граничит с полосой леса на обочине дороги. Эти в прошлом богатые участки садов следует сохранять и развивать как ценные культурные биотопы, типичные для ландшафта Бергишес-Ланд и производить новые посадок плодовых деревьев и возобновить профессиональный ухода. Основной целью защиты биотопа является сохранение традиционного, типичного сельскохозяйственного ландшафта.

## Растительность

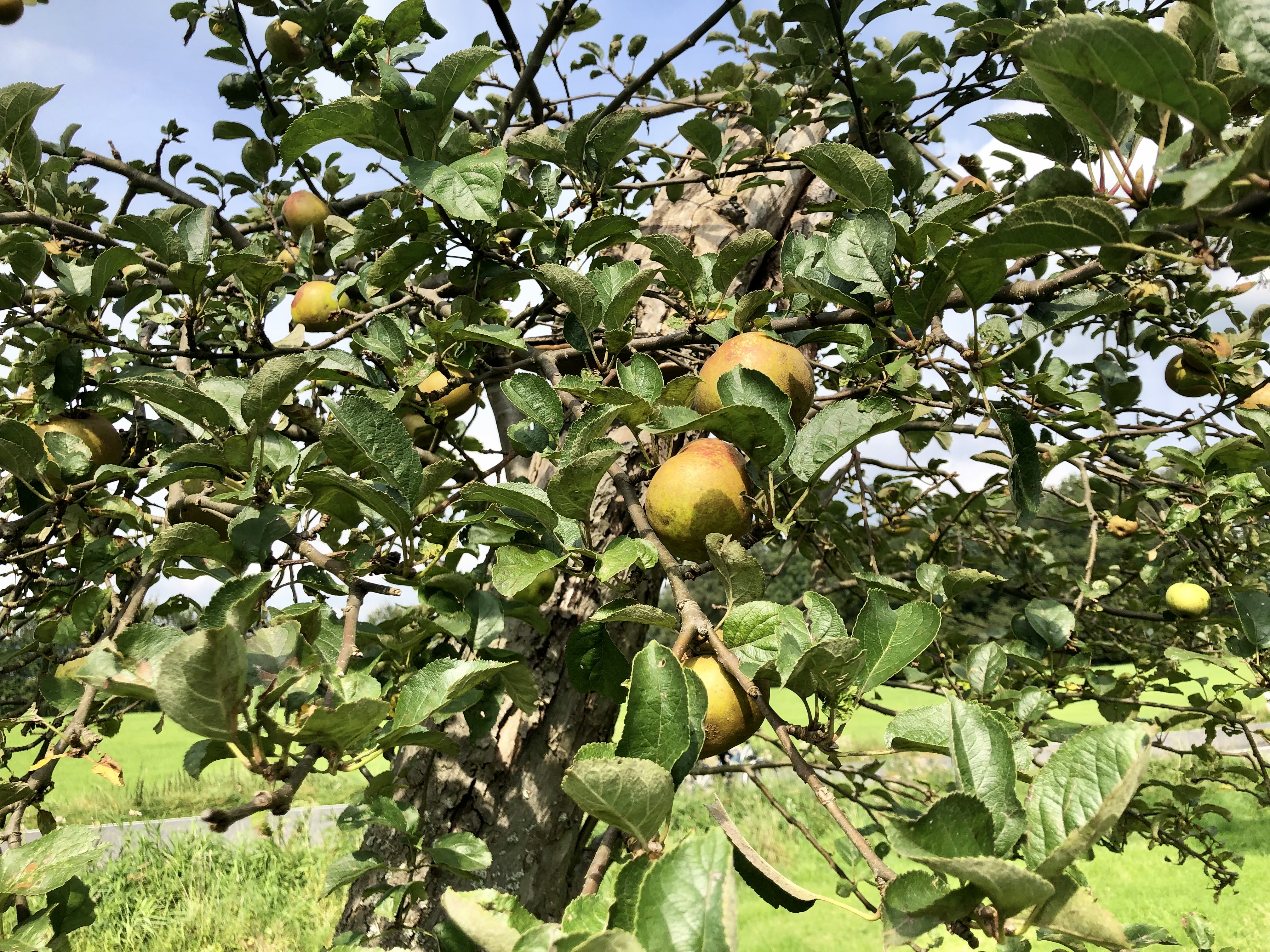
Старая груша в Бирбауме, сентябрь 2021

### Фруктовые деревья
Среди фруктовых выделены три вида:
- Яблоня домашняя (лат. Malus domestica)
- Черешня (лат. Prúnus ávium)
- Груша обыкновенная (лат. Pýrus commúnis)

### Другая растительность биотопа[1]
- Граб обыкновенный (лат. Cárpinus bétulus)
- Ясень обыкновенный (лат. Fráxinus excélsior)
- Тёрн (лат. Prúnus spinósa)
- Бузина чёрная (лат. Sambucus nigra)

## Фотографии

Виды биотопа
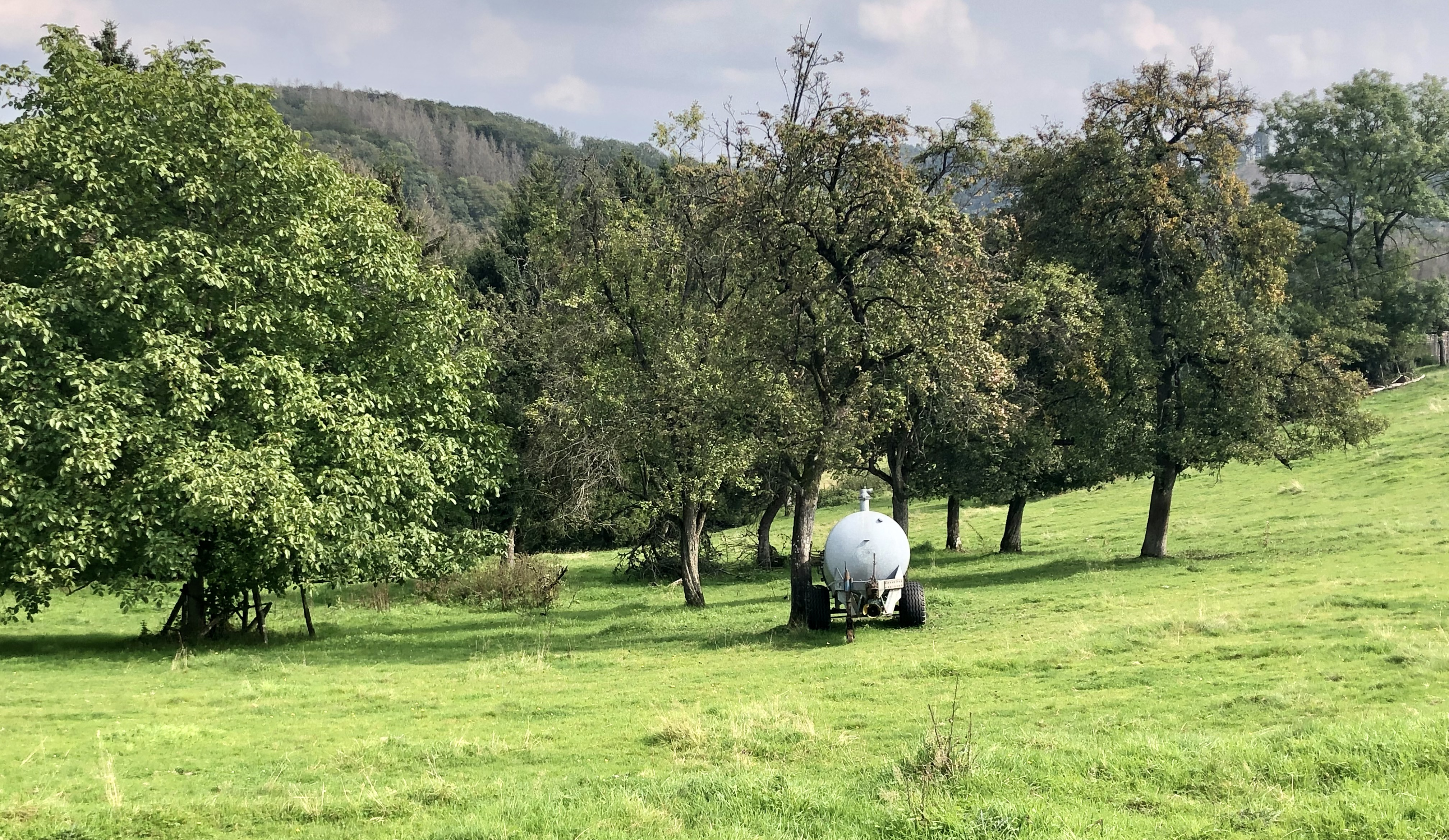
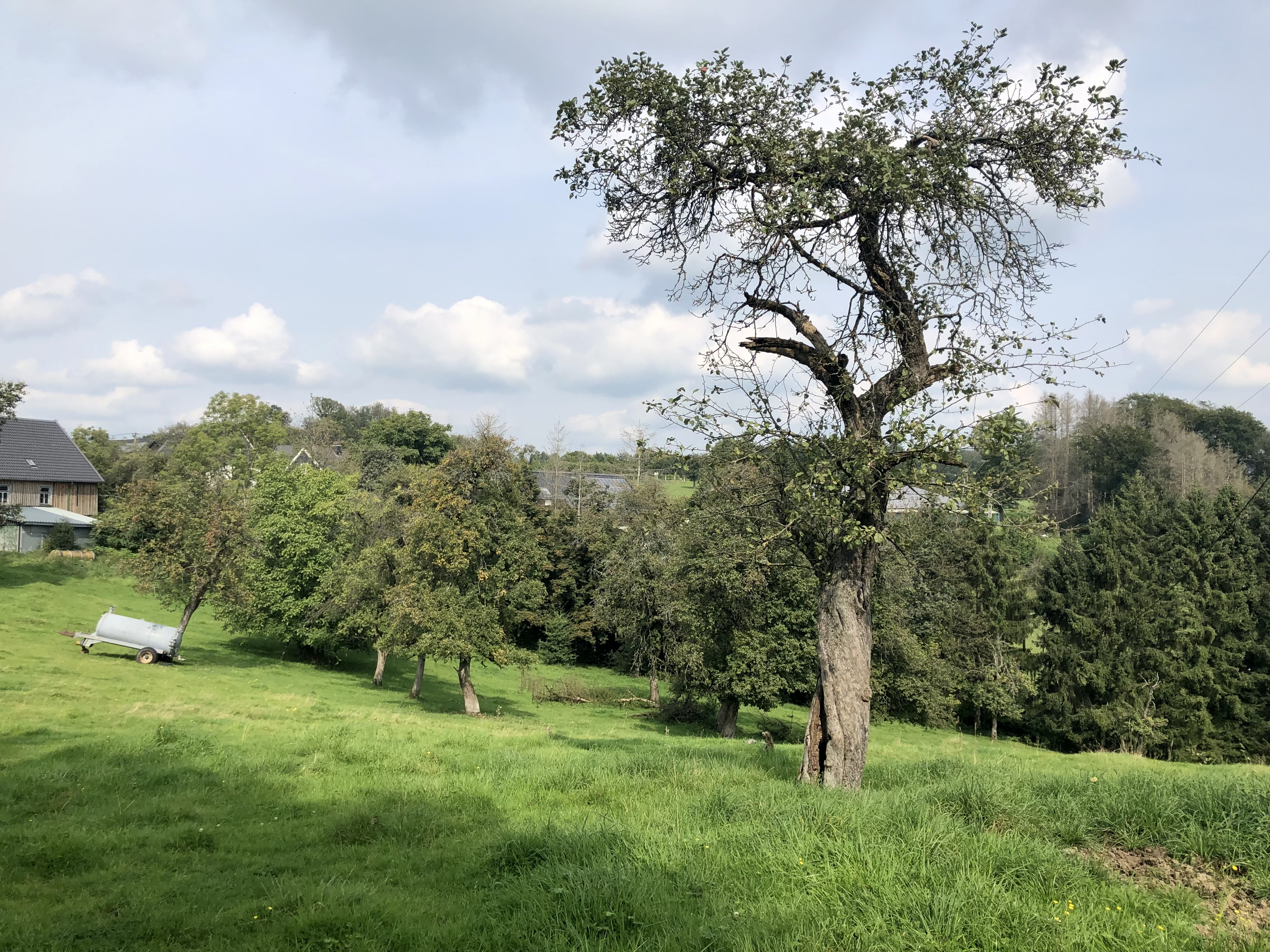
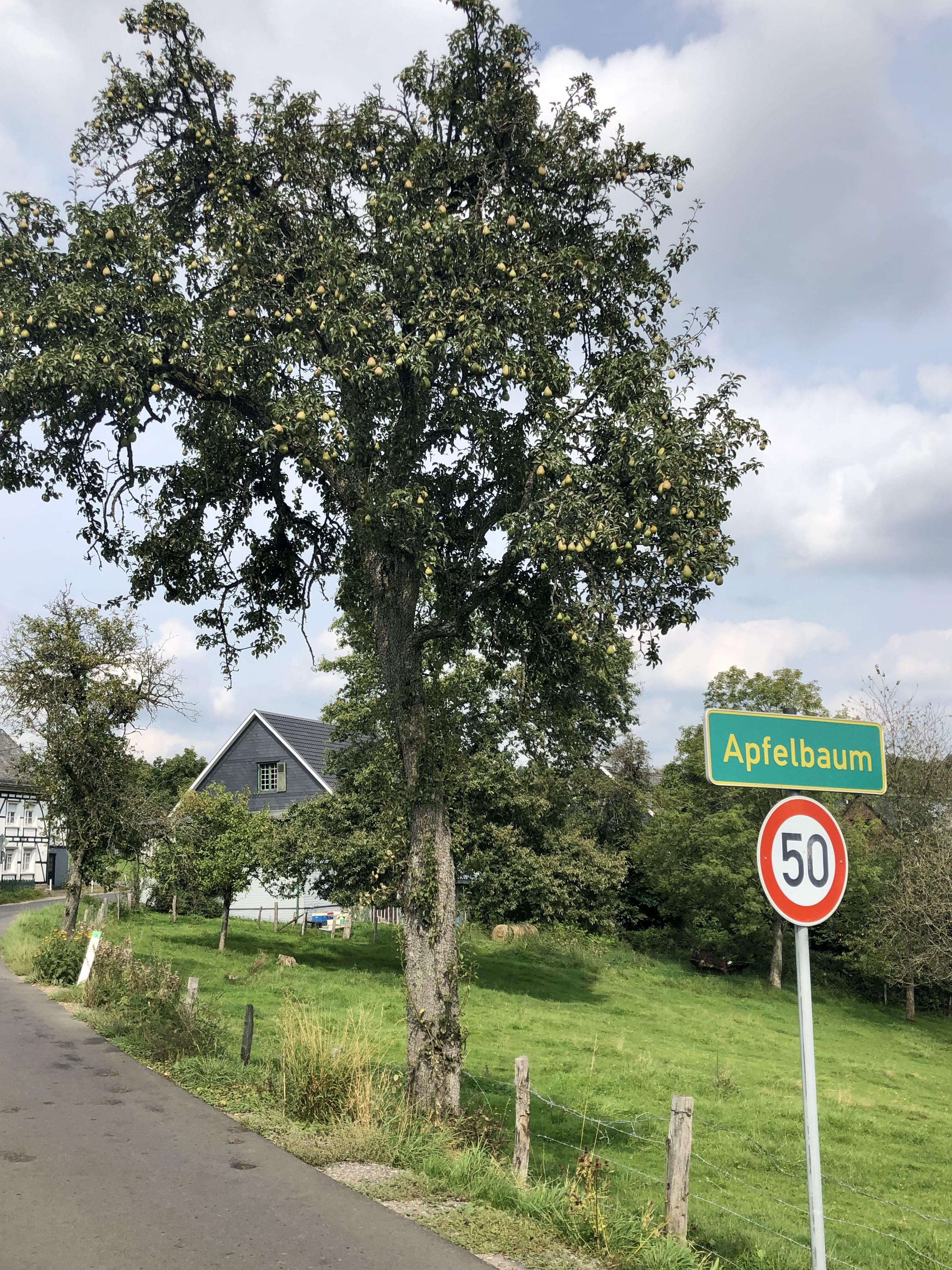
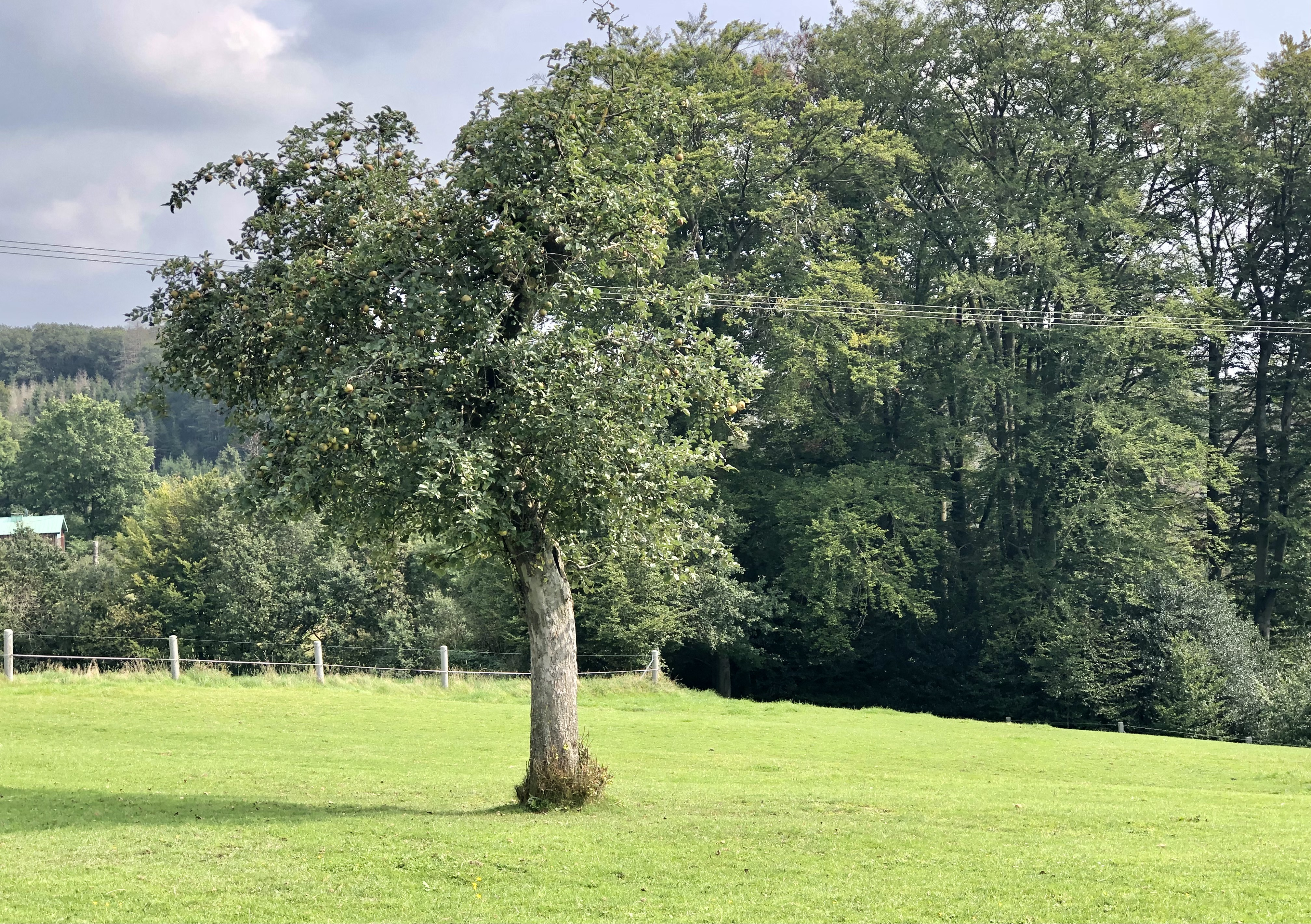
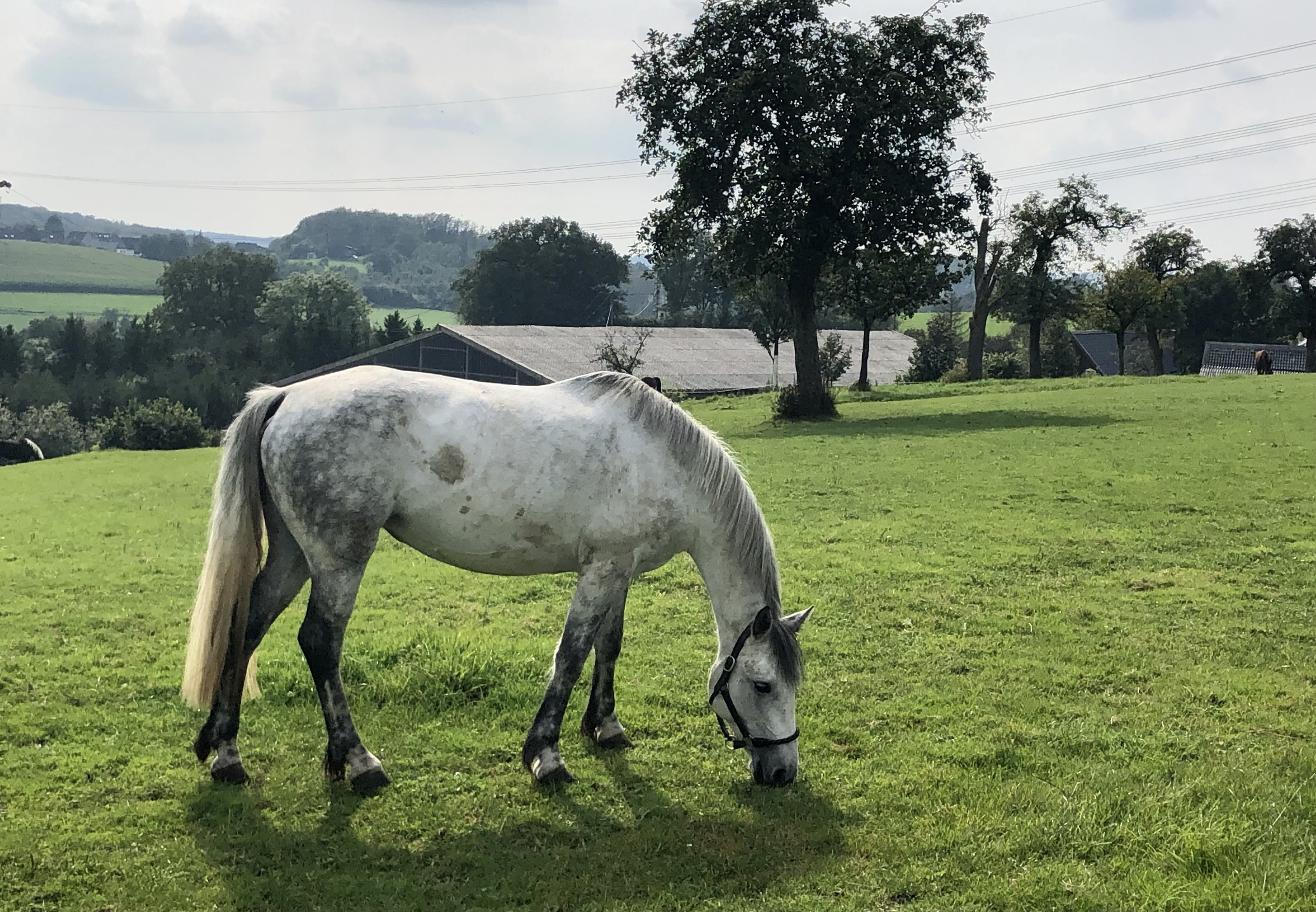
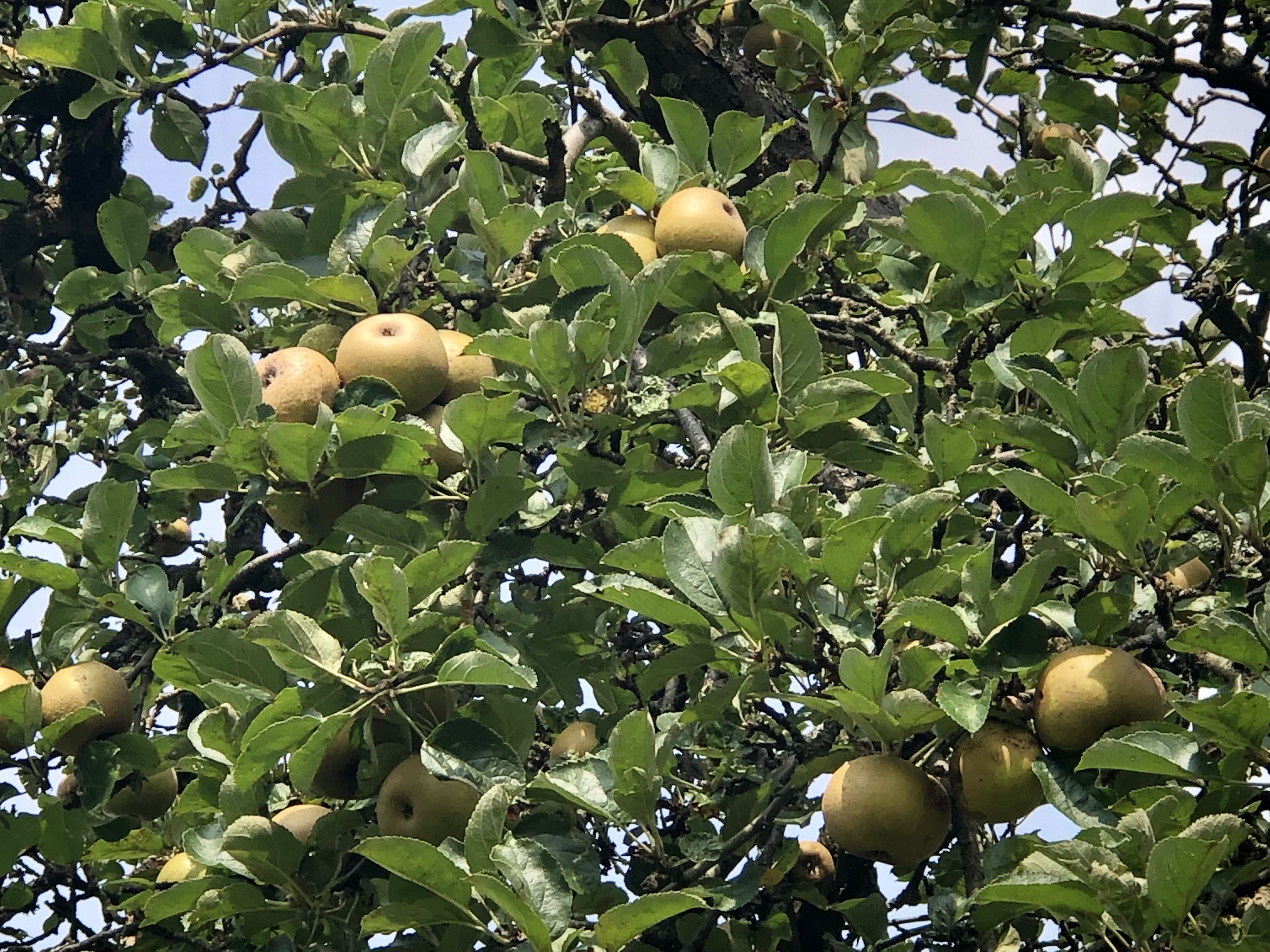
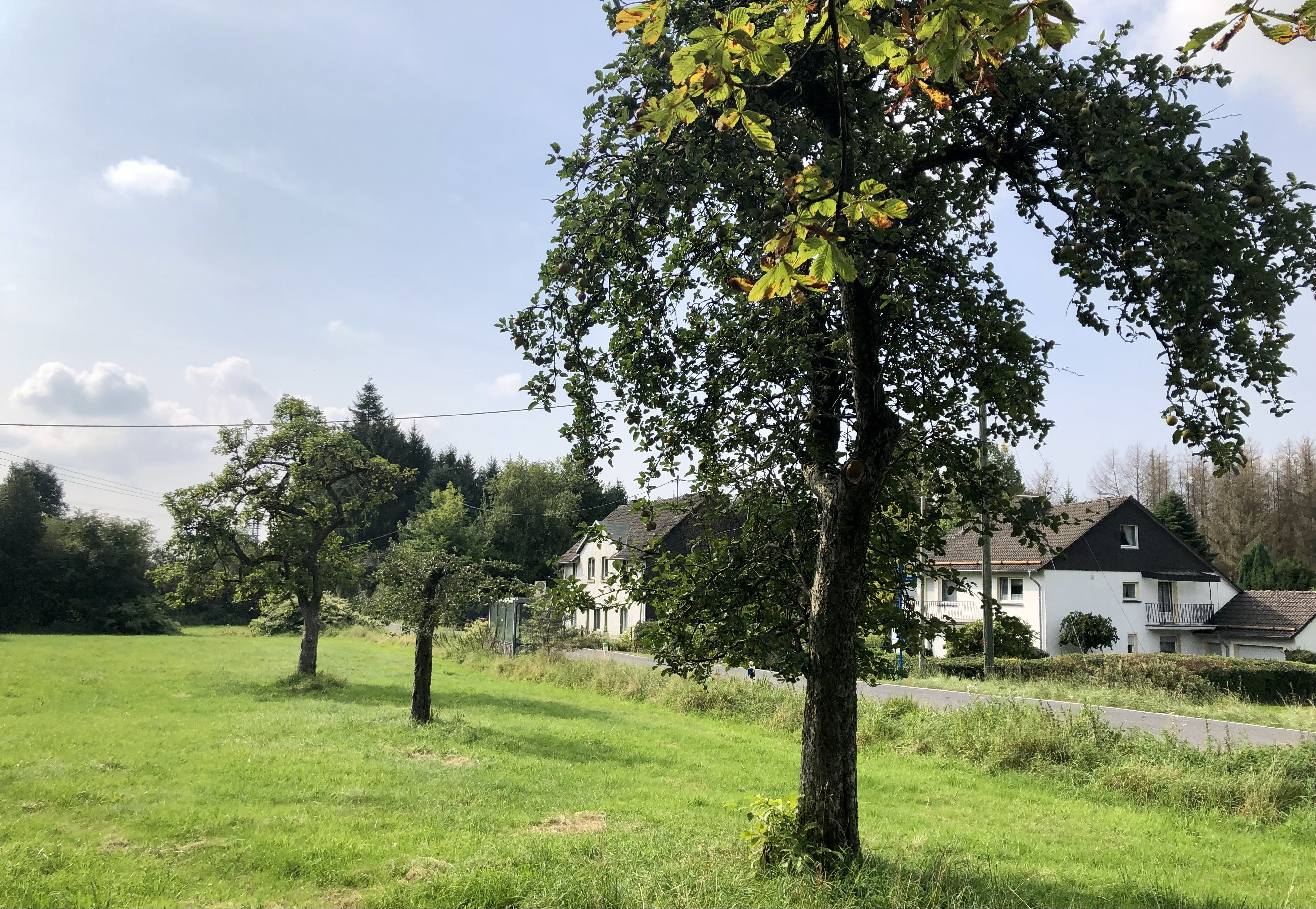